# Кошачий грипп
Коша́чий грипп — вирусное заболевание кошек. Несмотря на название, его возбудитель имеет качественно иную инфекционную природу, чем у вирусов, вызывающих другие заболевания, именуемые гриппом. Кошачий грипп вызывают главным образом два вируса: калицивирус кошек (вызываемое им распространенное инфекционное заболевание кошек известно как калицивироз) и кошачий вирус герпеса (ринотрахеит кошек).

#### Симптомы
- насморк;
- слезотечение;
- общая слабость, апатия, потеря аппетита;
- высокая температура.

Диагностика
Для определения патогена проводят исследование смывов с конъюнктивы, носовых ходов или ротоглотки, направляя материал после отбора врачом в специализированную лабораторию. Помимо этого, как правило, проводят анализ крови, а иногда и обследование грудной клетки, ларинго- и бронхоскопию.
Лечение и профилактика
Поскольку для человека кошачий грипп не опасен, лечение может проходить амбулаторно. Специализированной терапии вирусной формы не разработано, лечение направлено на поддержание общего состояния кошки, усиление ее иммунитета, снятие симптомов заболевания. Применяются противовирусные препараты, при необходимости недопущения вторичных инфекций — антибиотики, жаропонижающие и болеутоляющие, обильное питьё, витамины.
Профилактика — вакцинация, минимизация контактов с дикими животными, соблюдение правил гигиены и питания.
Прогноз и иммунитет
В случае заражения калицивирусной инфекцией  в большинстве случаев прогноз благоприятный, смертельные исходы крайне редки. Иммунитет несильный и нестойкий. В случае заражения вирусом кошачьего герпеса — прогноз осторожный, смертельные исходы возможны главным образом у маленьких котят. Иммунитет несильный и нестойкий. В последующем возможны рецидивы, особенно в результате стрессов или простуд.